# Municipio de Lodi (Dakota del Sur)
El municipio de Lodi (en inglés: Lodi Township) es un municipio ubicado en el condado de Spink en el estado estadounidense de Dakota del Sur. En el año 2010 tenía una población de 80 habitantes y una densidad poblacional de 0,84 personas por km².

## Geografía
El municipio de Lodi se encuentra ubicado en las coordenadas 44°51′26″N 98°23′33″O / 44.85722, -98.39250. Según la Oficina del Censo de los Estados Unidos, el municipio tiene una superficie total de 94.94 km², de la cual 94,93 km² corresponden a tierra firme y (0,01 %) 0,01 km² es agua.

## Demografía
Según el censo de 2010, había 80 personas residiendo en el municipio de Lodi. La densidad de población era de 0,84 hab./km². De los 80 habitantes, el municipio de Lodi estaba compuesto por el 100 % blancos. Del total de la población el 3,75 % eran hispanos o latinos de cualquier raza.